# Kalambaka

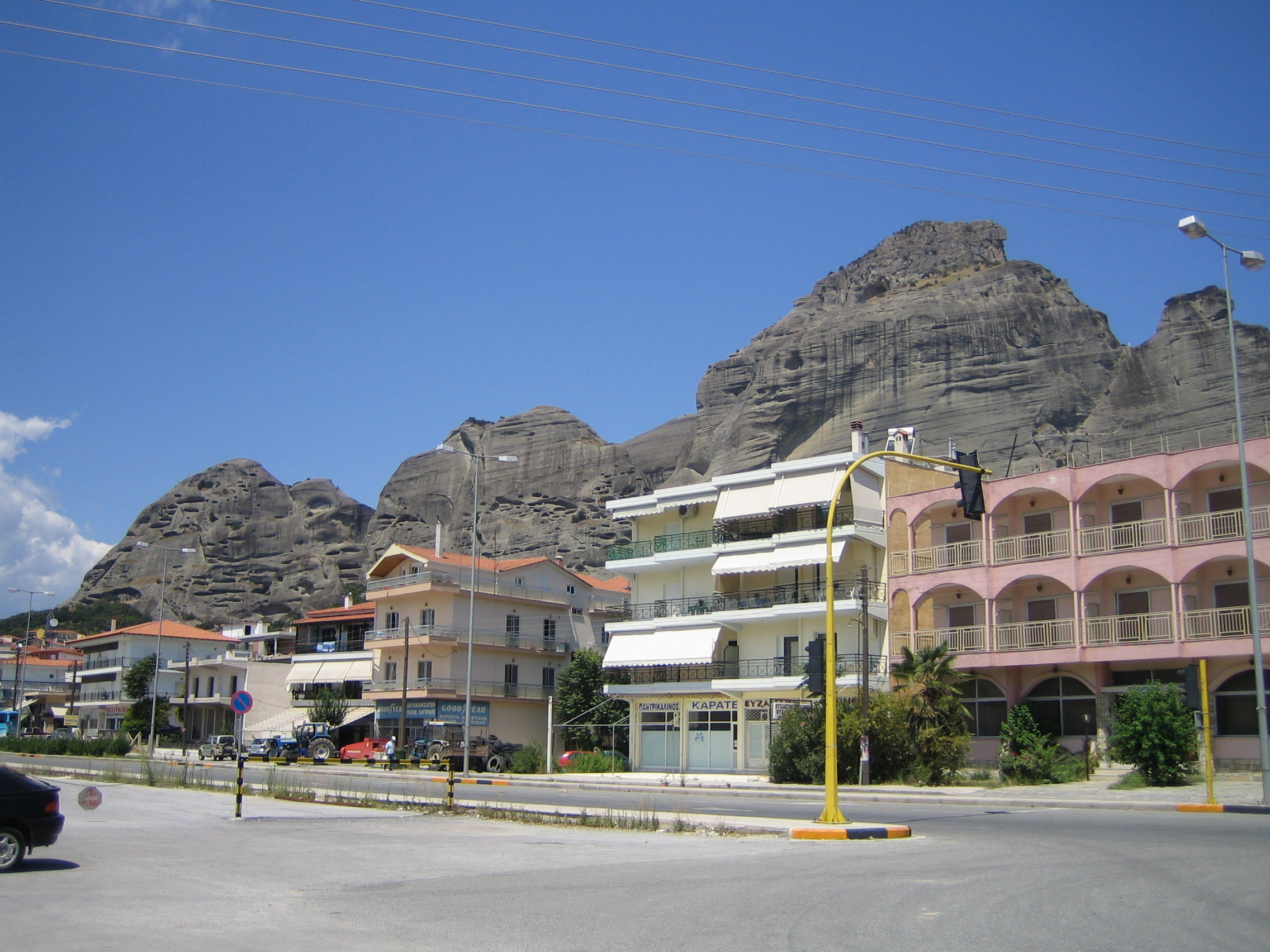
Meteory widziane z Kalambaki

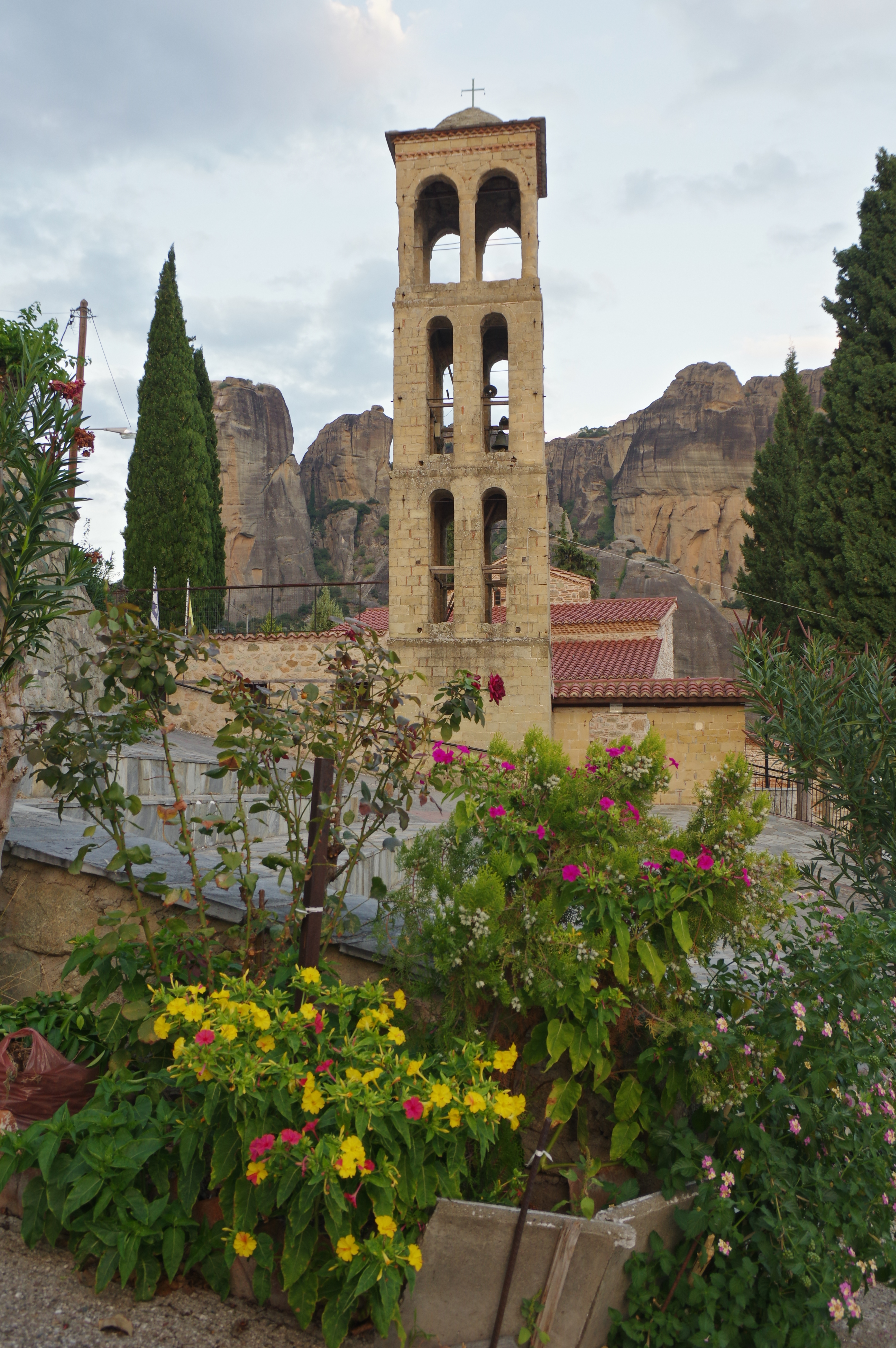
Kościół Zaśnięcia Maryi Dziewicy

Kalambaka (gr. Καλαμπάκα) – miejscowość w Grecji, w administracji zdecentralizowanej Tesalia-Grecja Środkowa, w regionie Tesalia, w jednostce regionalnej Trikala. Siedziba gminy Kalambaka. W 2011 roku liczyła 8330 mieszkańców.
Leży u podnóża masywu górskiego Meteorów, na szczytach którego znajduje się grupa prawosławnych klasztorów (monastyrów), wpisanych wraz z całym masywem na listę światowego dziedzictwa kulturowego i przyrodniczego UNESCO.
Miastem partnerskim Kalambaki jest niemieckie Schwabach.

## Historia
Historycy podają, że niedaleko stąd znajdowało się starożytne miasto Aiginon (Eginon). Także Strabon potwierdza to w swoich zapisach. Twierdzi, że było to miasto Tymfeansa i miało naturalne granice z Trikki i Aitikia, ponieważ leżało u zbiegu rzek Ionos i Paneus. Po znanej bitwie pod Pydną, Aigion (Egion) odmówił rzymskiemu konsulowi Paulusowi Emiliusowi, podporządkowania się. Dlatego w niedługim czasie zostało zdobyte i złupione przez Rzymian. Od czasu do czasu wydobywane są fragmenty budowli pochodzących z tego czasu. Są one wbudowywane w mury współczesnej Kalambaki.
W końcu X w. Kalambaka znana była jako Stagi. Znajdowała się tu siedziba biskupa. Po roku 1204 Stagi zostało włączone do posiadłości Michała Komnenosa w Epirze. Pod koniec XII w. stało się posiadłością diuka w Nowej Patrai (Hypati). Natomiast w 1304 zostało przejęte przez frankońskich baronów.
Rok 1334 przyniósł znowu rządy despoty z Epiru – Jana II. Nieco później przeszło w ręce władcy bizantyjskiego Andronikosa Paleologosa, by w 1348 dostać się pod panowanie cara Serbów Stefana Dušana. Od roku 1356 większa część Tesalii stała się własnością Symeona Ouresisa, przyrodniego brata Stefana Dušana.
Dopiero od czasów rządów tureckich miejsce to znane jest jako Kalambaka, kiedy sprawował Pasza z Larisy. W XVII w. założono tutaj szkołę. Natomiast w 1854 mieszkańcy brali udział w walkach o niepodległość.

## Zabytki
- Kościół Zaśnięcia Maryi Dziewicy – powstał w pierwszej połowie XII w., dzięki Cesarzowi Manuelowi Komnenosowi (1143–1180)
- Kościół św. Jana Chrzciciela – jego pozostałości odnaleziono niedaleko targu w Kalambace; prawdopodobnie był zbudowany w roku 1336